# 호진 (프로게이머)
호진(본명: 이호진, 1992년 1월 4일 ~ )은 대한민국의 전직 리그 오브 레전드 프로게이머이다. 선수 시절 아이디는 Hojin이며 포지션은 정글라이너였다. 과거 Lee라는 닉네임으로 활동했다.

## 선수 시절
2014년 5월 나진 블랙 소드에 입단하면서 프로 커리어를 시작했다. 서머 시즌에서는 팀의 주전으로 출전했지만 아쉬운 모습을 보여주었다.
2015시즌을 앞두고 후야 타이거즈에 입단했다. 스프링 시즌 동안 팀의 주전 정글러로 활동하면서 좋은 모습을 보여주었다. 서머 시즌에서는 위즈덤과 주전 경쟁을 하였으며 시즌 후반부로 가면서 주전 정글러 자리를 차지했다. 롤드컵 2015에서는 팀의 준우승에 기여했다.
2015시즌 종료 후 은퇴를 선언했다.

## 은퇴 후
은퇴 후 아프리카 TV에서 개인방송을 시작했다.

## 소속팀
| # | 팀명           | 소속 기간            | 소속 리그 | 비고 |
| - | -------------- | -------------------- | --------- | ---- |
| 1 | 나진 블랙 소드 | 2014.5.16~2014.11.1  | LCK       |      |
| 2 | 후야 타이거즈  | 2014.11.14~2015.12.7 | LCK       |      |

## 수상 내역
- IEF 2014 우승
- 스베누 리그 오브 레전드 챔피언스 코리아 스프링 2015 준우승
- 리그 오브 레전드 월드 챔피언십 2015 준우승
- e스포츠 명예의 전당 히어로즈